# ION Satellite Carrier
ION Satellite Carrier (бывш. ION CubeSat Carrier) — спутниковая платформа, разработанная и эксплуатируемая итальянской компанией D-Orbit.
Платформа оснащена настраиваемым спутниковым диспенсером 64U, способным размещать комбинацию CubeSat. ION Satellite Carrier может выпускать размещенные спутники по отдельности, изменяя параметры орбиты между одним развертыванием и последующим.
D-Orbit также разработала систему D3 (D-Orbit Decommissioning Device), которая получила финансирование от Европейской комиссии и Европейского космического агентства, чтобы безопасно утилизировать спутники в конце их срока службы и избежать усугубления проблем, связанных с космическим мусором.
Первая миссия под названием Origin была запущена ракетой-носителем Vega flight VV16 с космодрома Куру во Французской Гвиане 3 сентября 2020 года. Транспортное средство, названное ION SCV Lucas, несло 12 спутников SuperDove компании Planet Labs. 25 сентября успешно был выпущен в работу первый спутник, 28 октября — последний.